# Karl Kleye
Karl Kleye (né le 25 novembre 1854 à Söllingen et mort le 3 janvier 1923 à Brunswick) est agriculteur et député du Reichstag.

## Biographie

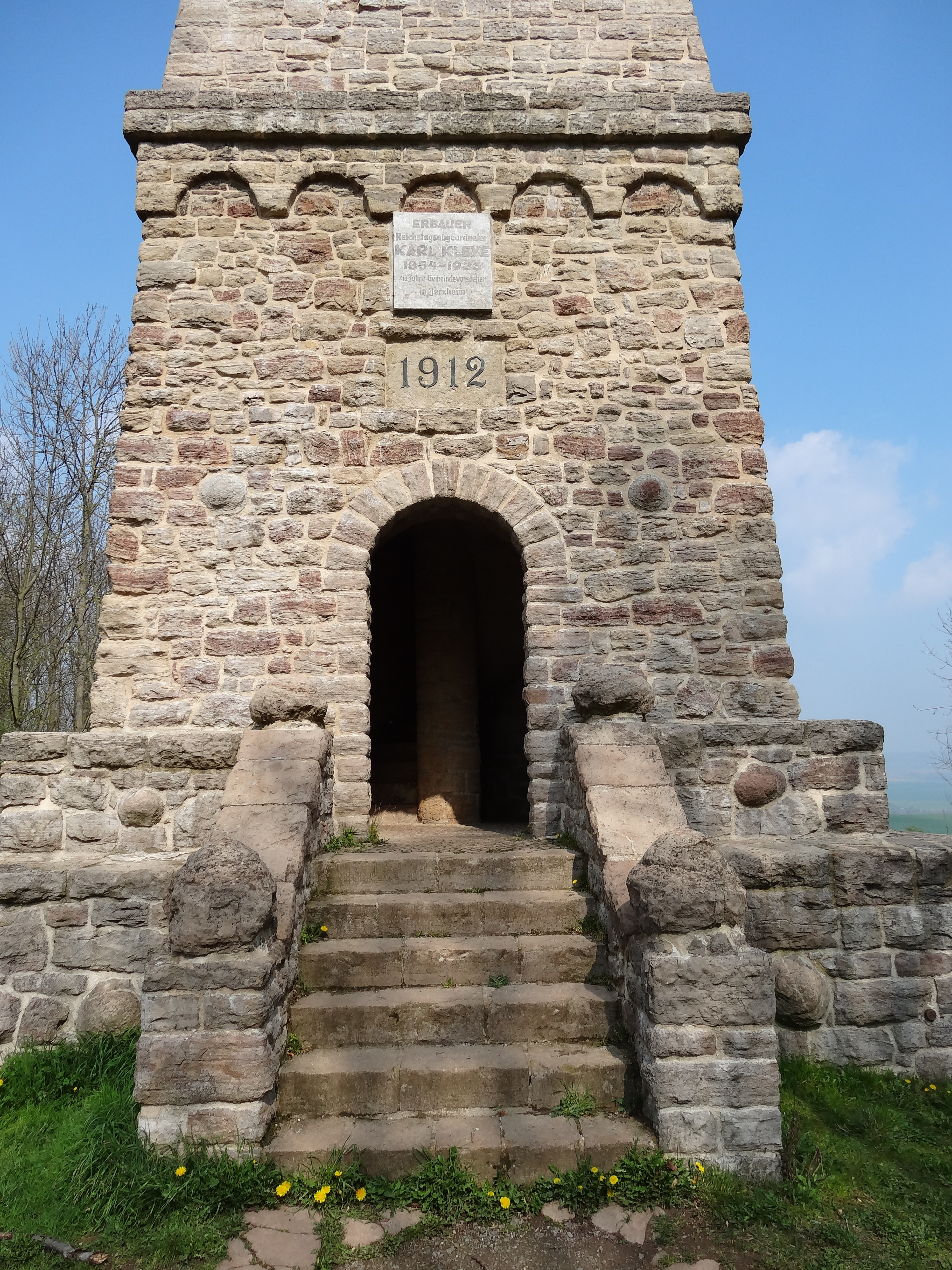
Tour de guet sur le Heeseberg à Jerxheim, que Kleye a construit en 1912

Kleye étudie l'école secondaire de Brunswick de 1866 à 1872. Il devient très jeune agriculteur indépendant. En tant que volontaire d'un an, il sert du 1er avril 1876 au 1er avril 1877 dans le 1er régiment de grenadiers de la Garde à Berlin. Depuis le 1er novembre 1883, il est le chef de la commune de Jerxheim et depuis le 1er janvier 1894 député du parlement brunswickois (de). Il est chevalier de 2e classe de l'Ordre d'Henri le Lion.
De 1908 à 1918, il est député du Reichstag pour la 2e circonscription du duché de Brunswick (de) (Helmstedt, Wolfenbüttel) et du Parti national-libéral.